# Férfi 1500 méteres gyorskorcsolya az 1924. évi téli olimpiai játékokon
Az 1924. évi téli olimpiai játékokon a gyorskorcsolya férfi 1500 méteres versenyszámát január 27-én rendezték a Jég stadionban.
Az aranyérmet az finn Clas Thunberg nyerte meg, az ezüstérmet és a bronzérmet norvég sportolók szerezték. Magyar versenyző nem vett részt a versenyszámban.

## Rekord
A versenyt megelőzően a következő rekord volt érvényben:
| Világrekord | Oscar Mathisen (NOR) | 2:17,4 | Davos, Svájc | 1914. január 18. |

## Végeredmény
Mindegyik versenyző egy futamot teljesített, az időeredmények határozták meg a végső sorrendet.
Az időeredmények másodpercben értendők.
| Helyezés | Versenyző              | Nemzet                 | Időeredmény           |
| -------- | ---------------------- | ---------------------- | --------------------- |
| Arany    | Clas Thunberg          | Finnország (FIN)       | 2:20,8                |
| Ezüst    | Roald Larsen           | Norvégia (NOR)         | 2:22,0                |
| Bronz    | Sigurd Moen            | Norvégia (NOR)         | 2:25,6                |
| 4.       | Julius Skutnabb        | Finnország (FIN)       | 2:26,6                |
| 5.       | Harald Strøm           | Norvégia (NOR)         | 2:29,0                |
| 6.       | Oskar Olsen            | Norvégia (NOR)         | 2:29,2                |
| 7.       | Harry Kaskey           | Egyesült Államok (USA) | 2:29,8                |
| 8.       | Charles Jewtraw        | Egyesült Államok (USA) | 2:31,6                |
| 8.       | Joe Moore              | Egyesült Államok (USA) | 2:31,6                |
| 10.      | Alberts Rumba          | Lettország (LAT)       | 2:32,0                |
| 11.      | Charlie Gorman         | Kanada (CAN)           | 2:35,4                |
| 12.      | Bill Steinmetz         | Egyesült Államok (USA) | 2:36,0                |
| 13.      | Axel Blomqvist         | Svédország (SWE)       | 2:36,4                |
| 14.      | Léon Quaglia           | Franciaország (FRA)    | 2:37,0                |
| 15.      | Leon Jucewicz          | Lengyelország (POL)    | 2:42,6                |
| 16.      | André Gegout           | Franciaország (FRA)    | 2:54,4                |
| 17.      | Gaston Van Hazebroeck  | Belgium (BEL)          | 2:54,8                |
| 18.      | Georges de Wilde       | Franciaország (FRA)    | 2:55,0                |
| 19.      | Louis De Ridder        | Belgium (BEL)          | 3:01,8                |
| 20.      | Philippe Van Volckxsom | Belgium (BEL)          | 3:14,6                |
| 21.      | Marcel Moens           | Belgium (BEL)          | 3:16,8                |
| –        | Asser Wallenius        | Finnország (FIN)       | a futam során elesett |